# Sanctus Real
Sanctus Real es una banda estadounidense de rock cristiano formada en Toledo, Ohio en 1996. Es conocida por los exitosos sencillos «Beautiful Day» (cóver de U2), «Everything About You», «The Fight Song», «I'm Not Alright», «Don't Give Up», «We Need Each Other», «Forgiven», «Lead Me» y «Confidence». Desde 2002, han producido ocho álbumes (más uno compilatorio) bajo el sello Sparrow Records.
Sanctus Real se formó en 1996 y en un lapso de cinco años, lanzaron tres álbumes independientes. Luego de firmar con Sparrow Records en 2002, lanzaron su álbum debut Say It Loud a fines de ese año. En junio de 2004, le siguió Fight the Tide, álbum premiado en los GMA Dove Awards y que contiene dos sencillos que llegaron al primer lugar de las radios cristianas, según la revista R&R. Su tercera producción The Face of Love, se lanzó en abril de 2006 y la canción «I'm Not Alright» recibió una nominación al Dove en 2007.
Su cuarto álbum, We Need Each Other se grabó a finales de 2007 y se lanzó en febrero de 2008. Además, recibió una nominación al Grammy. El grupo lanzó su quinto álbum en marzo de 2010 titulado Pieces of a Real Heart, también nominado al Grammy. De este álbum se desprenden los exitosos sencillos «Lead Me» y «Forgiven». En 2013, lanzaron Run y en 2014, The Dream.
El 1 de julio de 2015, el vocalista y cofundador de la banda Matt Hammitt anunció su partida de la banda a fines de ese año. Poco después, Dustin Lolli ocupó su lugar como vocalista.

## Historia
En 1996, Matt Hammitt conoció a Chris Rohman cuando eran estudiantes del Colegio Cristiano de Toledo en Ohio. Se convirtieron rápidamente en buenos amigos y se ofrecieron a dirigir las alabanzas en su colegio e iglesia. Ese mismo año empezaron a componer sus propias canciones. Poco después, Mark Graalman y Matt Kollar se unieron a la banda, en la batería y bajo, respectivamente conformando así la alineación original de Sanctus Real. Realizaron su primer concierto en frente de varios de sus amigos en diciembre de 1996 y en agosto del año siguiente, lanzaron un demo de seis canciones y un EP de cinco canciones titulado All This Talk of Aliens en enero de 1998.
El 18 de junio de 1999, lanzaron su primer álbum de estudio de manera independiente y lo titularon Message for the Masses; sin embargo, poco después Matt Kollar dejó la banda y fue reemplazado en el bajo por Steve Goodrum. Después de Message for the Masses, que fue grabado en un garaje, el grupo tenía planeado grabar sus temas en un estudio profesional. Para conseguir dinero para este propósito, Hammitt y Goodrum trabajaron unos meses como empleados en telemarketing, un trabajo muy complicado y descrito por Hammitt como "el empleo más terrible de siempre". Grabaron tres canciones con el productor Skidd Mills en Memphis, Tennessee y luego de ganar un concurso local de radio, decidieron grabar un álbum completo con Mills. Terminaron de grabarlo en 2000 bajo el título Nothing to Lose y asistieron en 2001 a la Gospel Music Week (Semana de música gospel) en Nashville para distribuir copias de su proyecto.
Entre 1996 y 2001, Sanctus Real salió de gira a diferentes lugares de Estados Unidos, además de enviar demos a varias discográficas cristianas. Después de recibir múltiples ofertas de contrato; en 2001, la banda decide firmar con Sparrow Records.

### Say It Loud
Cerca al cierre del año 2002 y justo antes de lanzar su primer álbum bajo un sello discográfico, la joven agrupación tocó en el acto de apertura de la gira Festival Con Dios y fue invitada a la gira de Bleach, We Are Tomorrow en diciembre de 2002. El día 24 del mismo mes, Sanctus Real lanzó su álbum debut Say It Loud, compuesto por doce canciones, bajo la producción de Pete Stewart, exvocalista de Grammatrain. Sanctus Real volvió a salir de gira en febrero de 2003 como invitados en la gira See Spot Rock junto a Relient K, O.C. Supertones, Pillar y John Reuben.

### Fight the Tide

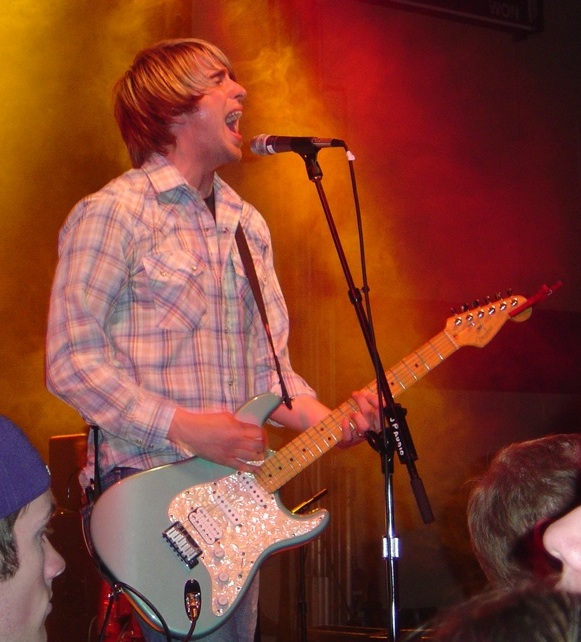
Matt Hammit, en un concierto realizado en la Universidad de Taylor en abril de 2004.

Grabaron un cóver del conocido tema de U2, «Beautiful Day» para el álbum recopilatorio In the Name of Love: Artists United for Africa, que fue lanzado a inicios de 2004. Durante cinco semanas consecutivas, esta versión ocupó el primer lugar del listado de rock cristiano según la revista R&R, convirtiéndose así en su primer sencillo número uno, puesto que «Say It Loud» había alcanzado el segundo lugar en su momento. «Beautiful Day» recibió una nominación a un Premio Dove en la categoría de canción rock moderna del año.
En febrero de 2004, la agrupación regresó a estudio para trabajar en su segundo proyecto; casi todas las canciones que se incluyeron fueron escritas el mes pasado. Demoraron seis semanas en completarlo bajo la supervisión del productor Tedd T, y en junio lo lanzaron de manera oficial bajo el título de Fight the Tide. El sencillo «Everything About You» llegó en septiembre de 2004 al primer lugar del chart de rock cristiano de R&R y se mantuvo ahí por seis semanas consecutivas. Además, fue incluido en el disco recopilatorio X 2006. Sanctus Real encabezó su primera gira por 25 ciudades llamada The Fight the Tide Tour junto a invitados como Hawk Nelson, Seven Places y Ever Stays Red.
A inicios de 2005, Fight the Tide ganó un Premio Dove por álbum rock moderno del año. Por ese tiempo, lanzaron como segundo sencillo «The Fight Song», tema que se convirtió en el tercer sencillo número 1 de la banda. En abril, el bajista Steve Goodrum abandonó Sanctus Real y fue reemplazado por Dan Gartley, exmiembro de gira de Relient K. Gartley tuvo su primer concierto con Sanctus Real en el Agape Festival un mes después.

### The Face of Love

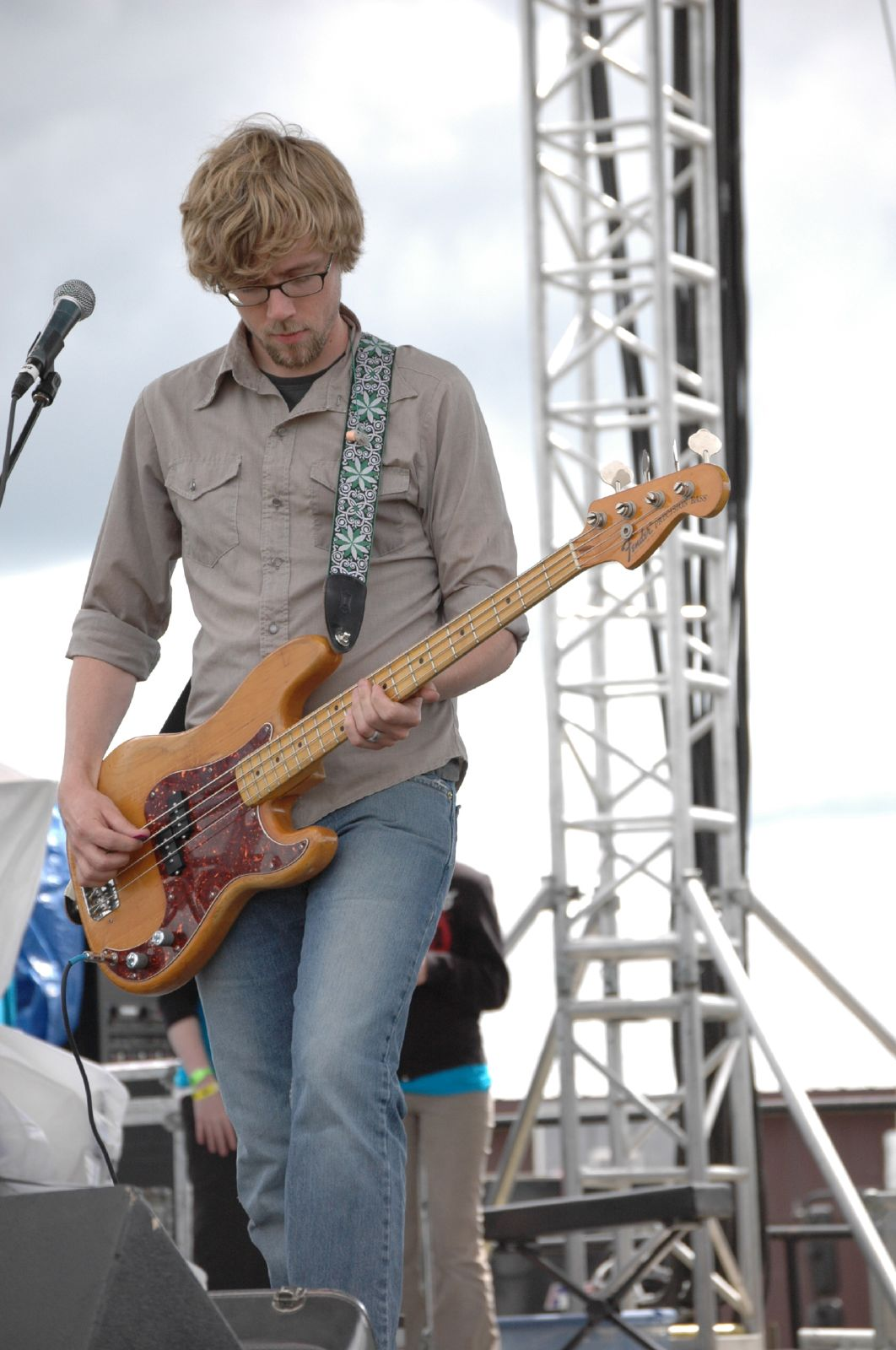
Dan Gartley en junio de 2006.

El tercer álbum de estudio de Sanctus Real lleva por nombre The Face of Love y fue lanzado en abril de 2006. El primer sencillo, «I'm Not Alright», ocupó el primer lugar de la Christian Contemporary Hit Radio (CHR), de acuerdo con R&R y fue además el tercer sencillo más reproducido en las radios cristianas en 2006. En 2007, el grupo recibió dos nominaciones a los Premios Dove: por álbum rock/contemporáneo del año y canción rock/contemporánea del año («I'm Not Alright»). Después del lanzamiento del álbum, el guitarrista Pete Prevost fue elegido como quinto integrante de Sanctus Real.
«Don't Give Up» fue lanzado como segundo sencillo a inicios de 2007 y logró ser el quinto hit número 1 en el listado cristiano radial de R&R, revista que los nombró como el artista cristiano más reproducido del año en 2006. El tema que da nombre al título también fue lanzado como sencillo. La banda salió de gira en abril de 2007 en el The Face of Love Tour, con la participación especial de NEEDTOBREATHE y This Beautiful Republic.

### We Need Each Other
Empezaron a grabar su cuarta producción en agosto de 2007 y la terminaron al final del año. El nombre original del disco era Turn On the Lights y estaba previsto para ser lanzado en noviembre de 2007; sin embargo, optaron por renombrarlo como We Need Each Other y lo lanzaron en febrero de 2008 a través de Sparrow Records. Previamente, habían lanzado el tema que da nombre al álbum como sencillo, en noviembre de 2007, que se mantuvo en la primera posición de la lista cristiana de R&R por cinco semanas consecutivas. Fue la octava canción más reproducida de 2008, siguiendo el mismo formato.
En marzo de 2008, la banda se unió a Third Day en una gira de primavera y aparecieron ese mismo año en un episodio de Extreme Makeover: Reconstrucción Total. Además de «We Need Each Other», se lanzaron otros dos sencillos: «Whatever You're Doing (Something Heavenly)» y «Turn On the Lights». El grupo se aventuró en una gira de dos meses por Estados Unidos que llamaron We Need Each Other Tour, recorriendo 16 estados y presentándose en 30 ciudades aproximadamente. La gira contó con Tenth Avenue North, VOTA y el orador Sammy Adebiyi como invitados especiales. En 2009, We Need Each Other recibió una nominación al Premio Grammy en la categoría: mejor álbum góspel rock.

### Pieces of a Real Heart
En el mes de noviembre de 2009, Matt Hammitt anunció en Twitter que Sanctus Real había completado su quinto álbum. El primer sencillo radial fue «Forgiven», que alcanzó el sexto lugar en el listado de Christian Songs de Billboard. El 2 de diciembre, el grupo anunció que el nombre para el próximo álbum estaba entre dos opciones: A Million Hearts y Pieces of a Real Heart. Durante una hora, permitieron al público que vote por su preferido. Poco después, confirmaron que el título de la nueva producción sería Pieces of a Real Heart. El 9 de marzo de 2010, lanzaron el álbum bajo el sello de Sparrow. En abril y mayo, Sanctus Real encabezó la gira UNITED Spring 2010 Tour, un tour de veinticinco ciudades en el que compartieron escenario con el orador David Nasser y artistas como Jonny Diaz y MIKESCHAIR.
El sencillo «Lead Me» fue un gran éxito, pues alcanzó la primera posición del chart de Christian Songs y fue nominado como canción del año en los Premios Dove de 2011. El álbum también fue nominado a un Grammy.
Durante una gira en junio de 2012, el bus en el que viajaban empezó a arder y terminó en llamas. Los integrantes de la agrupación y algunos familiares lograron sobrevivir al accidente, aunque perdieron varias cosas de valor y objetos personales.

### Run
El sexto trabajo de Sanctus Real se lanzó el 5 de febrero de 2013 y se llamó Run. El primer sencillo se tituló «Promises» mientras que el segundo sencillo se tituló «Pray». Ambas canciones tuvieron sus respectivos videos musicales. «Pray» fue nombrada como la canción oficial del Día Nacional del Orador 2013. En 2013, hubo dos cambios drásticos en la formación de la banda. El 8 de febrero, tres días después del lanzamiento de Run, Dan Gartley dejó la banda, tocando con Sanctus Real por última vez en concierto. Fue reemplazado por Jake Rye, originario de Michigan. En septiembre, Pete Prevost dejó el grupo tras permanecer más de cuatro años con Sanctus Real. Jeff Harris tomó su lugar de forma temporal.

### The Dream y partida de Hammitt
El séptimo álbum de estudio de la banda se tituló The Dream y fue lanzado el 16 de septiembre de 2014. El primer video, «Lay It Down» se estrenó en la plataforma de Youtube el 24 de junio de 2014 y el segundo video en letras de la canción «Same God» se lanzó el 21 de octubre de ese mismo año a través de la misma plataforma.
El 1 de julio de 2015, Matt Hammitt, fundador de la banda y cantante principal, anunció que dejaría la banda a fines de ese año tras haber permanecido 20 años con ella. Una de las razones fue que Matt había decidido "cantar menos y vivir más", y pasar más tiempo con su esposa Sarah e hijos.
Greatest Hits: Best of Sanctus Real se lanzó el 9 de octubre por intermedio de la discográfica Capitol Christian. Incluye un total de catorce canciones seleccionadas de los siete álbumes que la banda había producido hasta el momento, incluyendo una inédita. Este fue el último proyecto de la banda con Hammitt, quien participó de una última gira llamada Farewell To A Friend.

### Dustin Lolli: una nueva era
A fines de 2015 e inicios de 2016, la banda anunció la llegada de Dustin Lolli como nuevo vocalista de Sanctus Real. El 5 de febrero de 2016, lanzaron su primer proyecto con Lolli: un EP titulado This Is Love, del cual se desprendió un sencillo del mismo nombre. El 16 de junio del año siguiente lanzaron a la radio el sencillo «Safe In My Father's Arms».
El 27 de abril de 2018 lanzaron el primer álbum de estudio con Lolli, el cual fue titulado como Changed bajo el sello de Framework Records 
en alianza con Provident Distribution y Essential Music Publishing. El álbum tuvo reseña positivas y en agosto de 2018 firmaron contrato con Fair Trade Services. El segundo sencillo de Changed se tituló «Confidence» y fue un éxito en las radios cristianas.

## Miembros de la banda

### Actuales
- Dustin Lolli – Vocalista, guitarra y teclados (2016 – presente)
- Chris Rohman – Guitarra (1996 – presente)
- Mark Graalman – Batería (1996 – presente)

### Exmiembros
- Matt Kollar – Bajo (1996 – 1999)
- Steve Goodrum – Bajo (1999 – 2005)
- Dan Gartley – Bajo (2005 – 2013)
- Pete Prevost – Guitarra, banjo y piano (2006 – 2013)
- Matt Hammitt – Vocalista y guitarra (1996 – 2015)
- Jake Rye – Bajo (2013 – 2016)
- Seth Huff – Teclados (2014 – 2017)

## Discografía

### Álbumes
Álbumes de estudio
| Año | Álbum | Máxima posición en listas  | Máxima posición en listas           | Máxima posición en listas | Máxima posición en listas    | Máxima posición en listas      | Máxima posición en listas | Máxima posición en listas |
| Año | Álbum | Billboard Christian Albums | Billboard Christian & Gospel Albums | Billboard Rock Albums     | Billboard Heatseekers Albums | Billboard Comprehensive Albums | Billboard Current Albums  | Billboard 200             |
| --- | --- | -------------------------- | ----------------------------------- | ------------------------- | ---------------------------- | ------------------------------ | ------------------------- | ------------------------- |
| 1998 | All This Talk of Aliens - Fecha de lanzamiento: enero de 1998 - Sello discográfico: Independiente                                  | —                          | —                                   | —                         | —                            | —                              | —                         | —                         |
| 1999 | Message For the Masses - Fecha de lanzamiento: 18 de junio de 1999 - Sello discográfico: Independiente                             | —                          | —                                   | —                         | —                            | —                              | —                         | —                         |
| 2001 | Nothing to Lose - Fecha de lanzamiento: 2001 - Sello discográfico: Independiente                                                   | —                          | —                                   | —                         | —                            | —                              | —                         | —                         |
| 2002 | Say It Loud - Fecha de lanzamiento: 24 de diciembre de 2002 - Sello discográfico: Sparrow Records                                  | —                          | —                                   | —                         | —                            | —                              | —                         | —                         |
| 2004 | Fight the Tide - Fecha de lanzamiento: 15 de junio de 2004 - Sello discográfico: Sparrow Records                                   | 23                         | —                                   | —                         | 38                           | —                              | —                         | —                         |
| 2006 | The Face of Love - Fecha de lanzamiento: 4 de abril de 2006 - Sello discográfico: Sparrow Records                                  | 10                         | 11                                  | —                         | 2                            | —                              | —                         | 158                       |
| 2008 | We Need Each Other - Fecha de lanzamiento: 12 de febrero de 2008 - Sello discográfico: Sparrow Records                             | 10                         | 12                                  | —                         | —                            | 177                            | —                         | 153                       |
| 2010 | Pieces of a Real Heart - Fecha de lanzamiento: 9 de marzo de 2010 - Sello discográfico: Sparrow Records                            | 4                          | 4                                   | —                         | —                            | 193                            | 75                        | 76                        |
| 2010 | Pieces of Our Past: The Sanctus Real Anthology - Fecha de lanzamiento: 16 de octubre de 2010 - Sello discográfico: Sparrow Records | —                          | —                                   | —                         | —                            | —                              | —                         | —                         |
| 2013 | Run - Fecha de lanzamiento: 5 de febrero de 2013 - Sello discográfico: Sparrow Records                                             | 6                          | —                                   | 31                        | —                            | —                              | —                         | 112                       |
| 2014 | The Dream - Fecha de lanzamiento: 14 de octubre de 2014 - Sello discográfico: Sparrow Records                                      | 14                         | —                                   | —                         | —                            | —                              | —                         | 191                       |
| 2018 | Changed - Fecha de lanzamiento: 27 de abril de 2018 - Sello discográfico: Framework                                                | —                          | —                                   | —                         | —                            | —                              | —                         | —                         |
| "—" denota que el lanzamiento no logró entrar en listas. "*" denota que se desconoce su posición en la lista. | |                            |                                     |                           |                              |                                |                           |                           |

### Sencillos
| Año | Sencillo                                     | Máxima posición en listas | Máxima posición en listas        | Máxima posición en listas    | Máxima posición en listas         | Máxima posición en listas      | Máxima posición en listas      | Máxima posición en listas   | Máxima posición en listas   | Máxima posición en listas                | Máxima posición en listas | Máxima posición en listas | Álbum                  |
| Año | Sencillo                                     | Billboard Christian Songs | Billboard Christian AC Indicator | Billboard Christian AC Songs | Billboard Christian Digital Songs | Billboard Christian Hot AC/CHR | Billboard Christian Rock Songs | Billboard Christian Soft AC | Billboard Heatseekers Songs | Billboard Bubbling Under Hot 100 Singles | R&R Christian Rock Chart  | Billboard Hot Rock Songs  | Álbum                  |
| --- | -------------------------------------------- | ------------------------- | -------------------------------- | ---------------------------- | --------------------------------- | ------------------------------ | ------------------------------ | --------------------------- | --------------------------- | ---------------------------------------- | ------------------------- | ------------------------- | ---------------------- |
| 2002 | «Say It Loud»                                | --                        | —                                | —                            | —                                 | —                              | —                              | —                           | —                           | —                                        | 2                         | —                         | Say It Loud            |
| 2002 | «Hey Wait»                                   | --                        | —                                | —                            | —                                 | —                              | —                              | —                           | —                           | —                                        | —                         | —                         | Say It Loud            |
| 2002 | «Audience of One»                            | --                        | —                                | —                            | —                                 | —                              | —                              | —                           | —                           | —                                        | —                         | —                         | Say It Loud            |
| 2004 | «Beautiful Day»                              | —                         | —                                | —                            | —                                 | —                              | —                              | —                           | —                           | —                                        | 1                         | —                         | In the Name of Love... |
| 2004 | «Everything About You»                       | —                         | —                                | —                            | —                                 | —                              | —                              | —                           | —                           | —                                        | 1                         | —                         | Fight The Tide         |
| 2004 | «Alone»                                      | —                         | —                                | —                            | —                                 | —                              | —                              | —                           | —                           | —                                        | —                         | —                         | Fight The Tide         |
| 2004 | «Things Like You»                            | —                         | —                                | —                            | —                                 | —                              | —                              | —                           | —                           | —                                        | —                         | —                         | Fight The Tide         |
| 2005 | «The Fight Song»                             | —                         | —                                | —                            | —                                 | —                              | —                              | —                           | —                           | —                                        | 1                         | —                         | Fight The Tide         |
| 2005 | «Closer»                                     | 25                        | —                                | —                            | —                                 | —                              | —                              | —                           | —                           | —                                        | —                         | —                         | Fight The Tide         |
| 2006 | «I'm Not Alright»                            | —                         | —                                | —                            | —                                 | —                              | —                              | —                           | —                           | —                                        | 1                         | —                         | The Face of Love       |
| 2006 | «The Face of Love»                           | 6                         | —                                | 13                           | —                                 | —                              | —                              | —                           | —                           | —                                        | —                         | —                         | The Face of Love       |
| 2007 | «Don't Give Up»                              | 11                        | —                                | 25                           | —                                 | —                              | —                              | —                           | —                           | —                                        | 1                         | —                         | The Face of Love       |
| 2007 | «Silent Night»                               | 13                        | —                                | 17                           | —                                 | —                              | —                              | —                           | —                           | —                                        | —                         | —                         | X Christmas            |
| 2007 | «We Need Each Other»                         | 16                        | —                                | —                            | —                                 | —                              | —                              | —                           | —                           | —                                        | 1                         | —                         | We Need Each Other     |
| 2008 | «Whatever You're Doing (Something Heavenly)» | 20                        | —                                | 19                           | —                                 | —                              | —                              | —                           | —                           | —                                        | —                         | —                         | We Need Each Other     |
| 2008 | «Turn on the Lights»                         | —                         | —                                | —                            | —                                 | —                              | —                              | —                           | —                           | —                                        | —                         | —                         | We Need Each Other     |
| 2008 | «Sing»                                       | —                         | —                                | —                            | —                                 | —                              | —                              | —                           | —                           | —                                        | —                         | —                         | We Need Each Other     |
| 2009 | «Forgiven»                                   | 4                         | —                                | 4                            | 20                                | 1                              | —                              | —                           | —                           | —                                        | 1                         | —                         | Pieces of a Real Heart |
| 2010 | «Lead Me»                                    | 1                         | —                                | 1                            | 1                                 | 2                              | —                              | 1                           | 15                          | 12                                       | --                        | —                         | Pieces of a Real Heart |
| 2010 | «Take Over Me»                               | —                         | —                                | —                            | —                                 | —                              | 6                              | —                           | —                           | —                                        | --                        | —                         | Pieces of a Real Heart |
| 2010 | «The Redeemer»                               | 7                         | —                                | 10                           | —                                 | 8                              | —                              | 15                          | —                           | —                                        | --                        | —                         | Pieces of a Real Heart |
| 2012 | «Keep My Heart Alive»                        | 33                        | —                                | —                            | —                                 | —                              | —                              | —                           | —                           | —                                        | --                        | —                         | Run                    |
| 2012 | «Promises»                                   | 11                        | 17                               | 18                           | 37                                | 3                              | —                              | —                           | —                           | —                                        | --                        | —                         | Run                    |
| 2012 | «Shining»                                    | 30                        | —                                | —                            | —                                 | —                              | —                              | —                           | —                           | —                                        | --                        | —                         | Run                    |
| 2013 | «Pray»                                       | 20                        | —                                | —                            | 34                                | —                              | —                              | —                           | —                           | —                                        | --                        | —                         | Run                    |
| 2013 | «Angels We Have Heard On High»               | 46                        | —                                | —                            | —                                 | —                              | —                              | —                           | —                           | —                                        | --                        | —                         | Sencillo               |
| 2014 | «Lay It Down»                                | 29                        | —                                | —                            | —                                 | —                              | —                              | —                           | —                           | —                                        | --                        | —                         | The Dream              |
| 2015 | «On Fire»                                    | 23                        | —                                | —                            | 44                                | —                              | —                              | —                           | —                           | —                                        | --                        | —                         | The Dream              |
| 2017 | «Safe In My Father's Arms»                   | —                         | —                                | —                            | —                                 | —                              | —                              | —                           | —                           | —                                        | --                        | —                         | Changed                |
| 2017 | «Changed»                                    | —                         | —                                | —                            | —                                 | —                              | —                              | —                           | —                           | —                                        | --                        | —                         | Changed                |
| 2018 | «Confidence»                                 | 14                        | —                                | —                            | 20                                | —                              | —                              | —                           | —                           | —                                        | --                        | 17                        | Changed                |
| "—" denota que el lanzamiento no logró entrar en listas. "--" denota que la lista no existía en ese momento. "*" denota que se desconoce su posición en la lista. |                                              |                           |                                  |                              |                                   |                                |                                |                             |                             |                                          |                           |                           |                        |

## Premios y nominaciones
| Año  | Premio                           | Categoría                                     | Trabajo nominado                             | Resultado   |
| ---- | -------------------------------- | --------------------------------------------- | -------------------------------------------- | ----------- |
| 2009 | Premios Grammy                   | Mejor álbum góspel rock                       | «We Need Each Other»                         | Nominados   |
| 2011 | Premios Grammy                   | Mejor álbum góspel pop/contemporáneo          | Pieces of a Real Heart                       | Nominados   |
| 2004 | GMA Dove Awards                  | Álbum rock del año                            | Say It Loud                                  | Nominados   |
| 2004 | GMA Dove Awards                  | Canción rock moderna del año                  | «Beautiful Day»                              | Nominados   |
| 2005 | GMA Dove Awards                  | Canción rock del año                          | «Everything About You»                       | Nominados   |
| 2005 | GMA Dove Awards                  | Canción rock moderna del año                  | «Alone»                                      | Nominados   |
| 2005 | GMA Dove Awards                  | Álbum rock moderno del año                    | Fight the Tide                               | Ganadores   |
| 2005 | GMA Dove Awards                  | Álbum de evento especial del año              | In the Name of Love                          | Nominados*  |
| 2007 | GMA Dove Awards                  | Canción rock/contemporánea del año            | «I'm Not Alright»                            | Nominados   |
| 2007 | GMA Dove Awards                  | Álbum rock/contemporáneo del año              | The Face of Love                             | Nominados   |
| 2011 | GMA Dove Awards                  | Canción del año                               | «Lead Me»                                    | Nominados   |
| 2011 | GMA Dove Awards                  | Álbum rock/contemporáneo del año              | Pieces of a Real Heart                       | Nominados   |
| 2011 | GMA Dove Awards                  | Canción pop/contemporánea del año             | «Lead Me»                                    | Nominados   |
| 2012 | GMA Dove Awards                  | Álbum de evento especial del año              | Music Inspired by "The Story"                | Ganadores** |
| 2013 | GMA Dove Awards                  | Álbum rock/contemporáneo del año              | Run                                          | Nominados   |
| 2007 | BMI Christian Music Awards       | Top 5 canciones de rock cristiano más sonadas | «I'm Not Alright»                            | Ganadores   |
| 2008 | BMI Christian Music Awards       | Una de las canciones más sonadas de la radio  | «The Face of Love»                           | Ganadores   |
| 2009 | BMI Christian Music Awards       | Una de las canciones más sonadas de la radio  | «We Need Each Other»                         | Ganadores   |
| 2010 | BMI Christian Music Awards       | Una de las canciones más sonadas de la radio  | «Whatever You're Doing (Something Heavenly)» | Ganadores   |
| 2011 | BMI Christian Music Awards       | Una de las canciones más sonadas de la radio  | «Forgiven»                                   | Ganadores   |
| 2007 | ASCAP Christian Music Awards     | Una de las canciones más reproducidas         | «I'm Not Alright»                            | Ganadores   |
| 2007 | ASCAP Christian Music Awards     | Una de las canciones más reproducidas         | «The Face of Love»                           | Ganadores   |
| 2010 | ASCAP Christian Music Awards     | Una de las canciones más sonadas de la radio  | «Forgiven»                                   | Ganadores   |
| 2011 | ASCAP Christian Music Awards     | Una de las canciones más sonadas de la radio  | «Lead Me»                                    | Ganadores   |
| 2012 | ASCAP Christian Music Awards     | Una de las canciones más sonadas de la radio  | «The Redeemer»                               | Ganadores   |
| 2012 | About.com Readers' Choice Awards | Mejor vocalista cristiano masculino           | Matt Hammitt                                 | Nominados** |

* Junto a otros artistas.

** La nominación correspondió a Matt Hammit, junto a otros artistas.